# Liste der Einträge im National Register of Historic Places im Gasconade County

Lage des Gasconade County in Missouri

Die Liste der Einträge im National Register of Historic Places im Gasconade County in Missouri führt die Bauwerke und historischen Stätten im Gasconade County auf, die in das National Register of Historic Places aufgenommen wurden.

## Legende
| NRHP | Historic Place    |
| HD   | Historic District |

## Aktuelle Einträge
| [ 3 ] | Name                                 | Bild                             | Eintragsdatum                                  | Lage | Ort      | Beschreibung                                        |
| ----- | ------------------------------------ | -------------------------------- | ---------------------------------------------- | --- | -------- | --------------------------------------------------- |
| 1     | Hermann Historic District            | Hermann Historic District        | 1972 ID-Nr. and 06001089 72000712 and 06001089 | Abgegrenzt durch East Wharf Street, Mozart Street, East 5th Street und Gellert Street; ebenso 214 und 304 Franklin Street, 301–501 Gellert Street und 2202 Route 100; ferner abgegrenzt durch Wharf Street, 1st Street, Mozart Street, 5th Street, Schiller Street, 4th Street, Gutenberg Street und Reserve Street 38° 42′ 19″ N, 91° 26′ 4″ W | Hermann  | Zweite Erweiterung 2006 und dritte Erweiterung 2009 |
| 2     | Kotthoff-Weeks Farm Complex          |                                  | 1983 ID-Nr. 83000988                           | Abseits der SR J 38° 38′ 4″ N, 91° 31′ 50″ W | Hermann  |                                                     |
| 3     | Old Stone Hill Historic District     | Old Stone Hill Historic District | 1969 ID-Nr. 69000102                           | Abgegrenzt durch West 12th Street, Goethe Street, Jefferson Street und Iron Street 38° 41′ 48″ N, 91° 26′ 45″ W | Hermann  |                                                     |
| 4     | Peenie Petroglyph Archeological Site |                                  | 1969 ID-Nr. 69000101                           | Adresse nicht veröffentlicht | Bem      |                                                     |
| 5     | William Poeschel House               |                                  | 1990 ID-Nr. 90000982                           | West 10th Street rund 3 km westlich der Stadtgrenze von Hermann 38° 41′ 43″ N, 91° 28′ 11″ W | Hermann  |                                                     |
| 6     | The Rotunda                          |                                  | 1995 ID-Nr. 95001180                           | City Park, Washington Street 38° 41′ 57″ N, 91° 26′ 32″ W | Hermann  |                                                     |
| 7     | Ruskaup House                        |                                  | 1983 ID-Nr. 83000989                           | Westlich von Drake am US 50 38° 29′ 5″ N, 91° 31′ 53″ W | Drake    |                                                     |
| 8     | Shobe-Morrison House                 |                                  | 1983 ID-Nr. 83000990                           | Westlich von Morrison abseits der MO 100 38° 40′ 24″ N, 91° 38′ 16″ W | Morrison |                                                     |
| 9     | Vallet-Danuser House                 |                                  | 1982 ID-Nr. 82003136                           | Östlich von Hermann an der MO 100 38° 42′ 16″ N, 91° 24′ 54″ W | Hermann  |                                                     |